# Microbathyphantes
Genre
Synonymes
- Priscipalpus Millidge, 1991

Microbathyphantes est un genre d'araignées aranéomorphes de la famille des Linyphiidae.

## Distribution
Les espèces de ce genre se rencontrent en Asie du Sud-Est, en Asie de l'Est, en Afrique subsaharienne, en Asie du Sud et en Océanie.

## Liste des espèces
Selon World Spider Catalog (version 16.5, 27/10/2015) :
- Microbathyphantes aokii (Saito, 1982)
- Microbathyphantes celebes Tanasevitch, 2012
- Microbathyphantes minimus (Locket, 1982)
- Microbathyphantes palmarius (Marples, 1955)
- Microbathyphantes spedani (Locket, 1968)
- Microbathyphantes tateyamaensis (Oi, 1960)

## Systématique et taxinomie
Ce genre a été décrit par van Helsdingen en 1985 dans les Linyphiidae.
Priscipalpus a été placé en synonymie par Saaristo en 1995.

## Publication originale
- van Helsdingen, 1985 : « Araneae: Linyphiidae of Sri Lanka, with a note on Erigonidae. » Entomologica Scandinavica Supplement, vol. 30, p. 13-30.